# Серер (народ)
Серер — народ, живущий на территории Республики Сенегал, в окрестностях города Диурбель и низовьях реки Ниелумоле к юго-востоку от Дакара; вторая по численности этническая группа этой страны. Небольшое число (около 32 тыс. человек) живёт также в Гамбии. Общая численность — более 1,9 млн человек.

## История
По одной из версий, Серер — потомки легендарного народа гангара, в VIII веке завоёваны сонинке. По другой версии общность сформировалась на юге Мавритании в XI веке. Под натиском Альморавидов переселились к югу от реки Сенегал и совместно с фульбе в 1186 г. основали государство Вало. Впоследствии переселились в низовья Сенегала и независимо от фульбе основали самостоятельные государства Син и Салум. Во 2-й половине XIX века под влиянием движения марабутов распространился ислам.

## Семья
В середине XX века сохранялось родство по материнской линии. По данным 1939 г, матрилинейные большие неразделённые семьи (ндокья) управлялись старшими из мужчин по линии матери, во владении которого находились поля и скот. Каждая семья имеет своё имя, браки внутри семьи запрещены. Власть принадлежит совету старейшин.

## Язык и культура
Язык серер относится к атлантической семье нигеро-конголезской макросемьи языков. Часть серер говорит на языке волоф. Религиозная принадлежность: приверженцы традиционных верований, мусульмане. Развит культ предков панголь, подчиняющихся верховному божеству Рог. Основные занятия — земледелие (арахис, просо, рис), на побережье — рыболовство; развито отходничество на плантации арахиса.

## Известные представители
- Бассиру Диомай Фай — президент Сенегала с 2024 года[5].